# 이선정 (모델)
이선정(李宣姃, 1994년 10월 20일~)은 대한민국의 여자 모델이다. 에스팀 소속이다.

## 출연작

### 방송
- 2019년 SBS플러스 《렌트체널 님은 부재중》

### 드라마
- 2022년 KBS2 《징크스의 연인》 - 오은정 역
- 2022년 KBS2 《커튼콜》

## 학력
- 건국대학교 영화영상학과(졸업)